# Safi Belghomari
Safi Belghomari (tiếng Ả Rập: صافي بالغمر; sinh ngày 3 tháng 2 năm 1979 ở Béni Saf) là một cầu thủ bóng đá người Algérie. Anh hiện tại thi đấu ở vị trí tiền đạo cho câu lạc bộ tại Giải bóng đá hạng nhì quốc gia Algérie USM Annaba.